# Larv
Larv este o localitate situată în Comuna Vara, Västra Götalands län, Suedia. În anul 2005, acesta avea 216 locuitori.